# Berge (Werben)
Berge ist ein Ortsteil der Hansestadt Werben (Elbe) im Landkreis Stendal im Norden des Landes Sachsen-Anhalt.

## Geographie

### Lage
Berge, ein Rundplatzdorf mit Kirche, liegt 5 Kilometer südöstlich von Werben und 5 Kilometer südwestlich von Havelberg an der „Alten Elbe Berge“ am Naturschutzgebiet „Alte Elbe zwischen Kannenberg und Berge“ am Rand vom Biosphärenreservat Mittelelbe in der Altmark. Der Elberadweg führt durch den Ort in Richtung Norden nach Werben.
Nachbarorte sind Hohenhof und Giesenslage im Südwesten, Behrendorf und Neu Berge im Westen, Räbel im Nordosten im Osten, Sandauerholz im Süden und Kannenberg im Südwesten.

### Ortsteilgliederung
Zum Ortsteil Berge gehören neben dem Dorf Berge die Wohnplätze
- Hohehof, eine Siedlung östlich von Germerslage
- Neu Berge, nördlich von Berge

Auf dem Flurstück Arensberg (Flur 5) der Gemarkung Berge liegt der etwa 27 Meter hohe Arensberg, in dessen Nähe früher der Wohnplatz Arensberg lag.
Der Weiler Oevelgünne, früher ein Freigut, heute ein Hof in der Deichstraße 25, liegt einen Kilometer südwestlich des Dorfes Berge.

## Geschichte

### Mittelalter bis Neuzeit

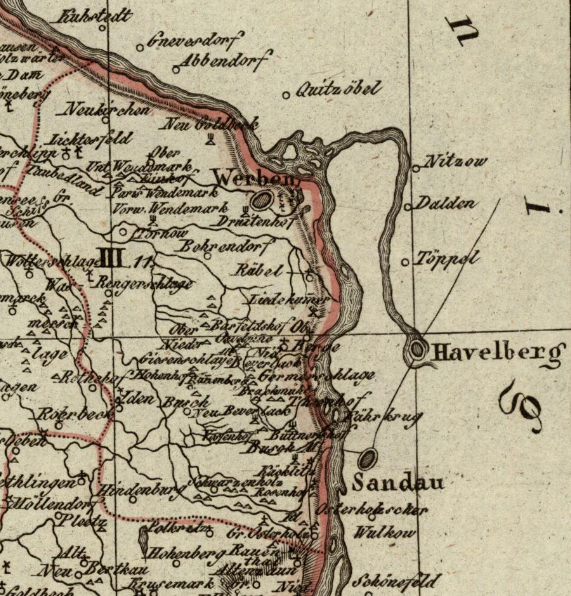
Ober- und Nieder-Berge auf einer Karte von 1812

Im Jahre 1151 schenkte Markgraf Albrecht der Bär dem Bistum Havelberg die Kirche in Berge namens St. Nikolaus, wörtlich: in monte sancti Nicolai ecclesiam. Weitere Nennungen sind 1343 in dem dorpe to berghe, 1687 Berge,
1804 Dorf und Gut Ober- und Nieder-Berge mit einem Krug und einer Windmühle, die am nördlichen Ortsausgang lag. 

### Landwirtschaft
Bei der Bodenreform wurden 1945 ermittelt: eine Besitzung über 100 Hektar hatte 185 Hektar, 41 Besitzungen unter 100 Hektar hatten zusammen 306 Hektar, ein Kirchenbesitzung 19 Hektar, eine Besitzung mit 328 Hektar wurde von der SMAD verwaltet und bewirtschaftet, davon gingen 275 Hektar an den Bodenfonds. Enteignet wurden drei Betriebe mit zusammen 564,4 Hektar. Im Jahre 1948 hatten 63 Vollsiedler jeder über 5 Hektar, 34 Kleinsiedler jeder unter 5 Hektar der Bodenreform erworben. Im Jahre 1953 entstand die erste Landwirtschaftliche Produktionsgenossenschaft vom Typ III, die LPG „Einheit und Aufbau“.

### Eingemeindungen
Das Dorf gehörte bis 1807 zum Arneburgischen Kreis der Mark Brandenburg in der Altmark. Danach lag es bis 1813 im Kanton Werben auf dem Territorium des napoleonischen Königreichs Westphalen. Ab 1816 gehörte die Gemeinde zum Kreis Osterburg, dem späteren Landkreis Osterburg.
Am 30. September 1928 wurde der Gutsbezirk Kannenberg mit der Landgemeinde Berge vereinigt. Zum Ortsteil Kannenberg der Gemeinde Berge gehörten die Wohnplätze Hohehof (heute Hohenhof) und Trotzenburg (Neu Beverlake). Am 25. Juli 1952 wurde die Gemeinde Berge in den Kreis Osterburg umgegliedert. 1965 wurde der Ortsteil Kannenberg von Berge nach Sandauerholz umgemeindet, Hohenhof wurde Berge zugeordnet, Trotzenburg (Neu Beverlake) verblieb beim Ortsteil Kannenberg.
Am 1. Februar 1974 wurde die Gemeinde Berge in die Gemeinde Behrendorf eingemeindet. Mit der Eingemeindung von Behrendorf nach Werben am 1. Januar 2010 kam Berge als Ortsteil zur Hansestadt Werben (Elbe).

### Einwohnerentwicklung
| Jahr         | 1734 | 1772 | 1790 | 1798 | 1801 | 1818 | 1840 | 1864 | 1871 | 1885 | 1892 | 1895 | 1900 | 1905 |
| Dorf Berge   | 148  | 164  | 181  |      | 174  |      | 223  | 357  | 234  | 204  | 195  | 188  | 227  | 186  |
| Nieder-Berge |      |      |      | 59   |      | 30   |      |      |      |      |      |      |      |      |
| Ober-Berge   |      |      |      | 119  |      | 190  |      |      |      |      |      |      |      |      |
| Am Deich     |      |      |      |      |      |      |      |      |      | 06   |      | 08   |      | 05   |

| Jahr | Einwohner |
| ---- | --------- |
| 1910 | [00]278   |
| 1925 | 614       |
| 1939 | 411       |
| 1946 | 784       |
| 1964 | 445       |

| Jahr | Einwohner |
| ---- | --------- |
| 1971 | 278       |
| 2014 | [00]133   |
| 2015 | [00]141   |
| 2017 | [00]133   |
| 2018 | [00]123   |

| Jahr | Einwohner |
| ---- | --------- |
| 2020 | [00]112   |
| 2021 | [00]116   |
| 2022 | [0]117    |
| 2023 | [0]114    |

Quelle, wenn nicht angegeben, bis 1971:

## Religion
Die evangelische Kirchengemeinde Berge gehörte früher zum Kirchspiel Werben in der Pfarrei Berge bei Werben an der Elbe.
Sie wird heute betreut vom Pfarrbereich Königsmark im Kirchenkreis Stendal im Bischofssprengel Magdeburg der Evangelischen Kirche in Mitteldeutschland.
Die ältesten überlieferten Kirchenbücher für Berge stammen aus dem Jahre 1632.

## Kultur und Sehenswürdigkeiten

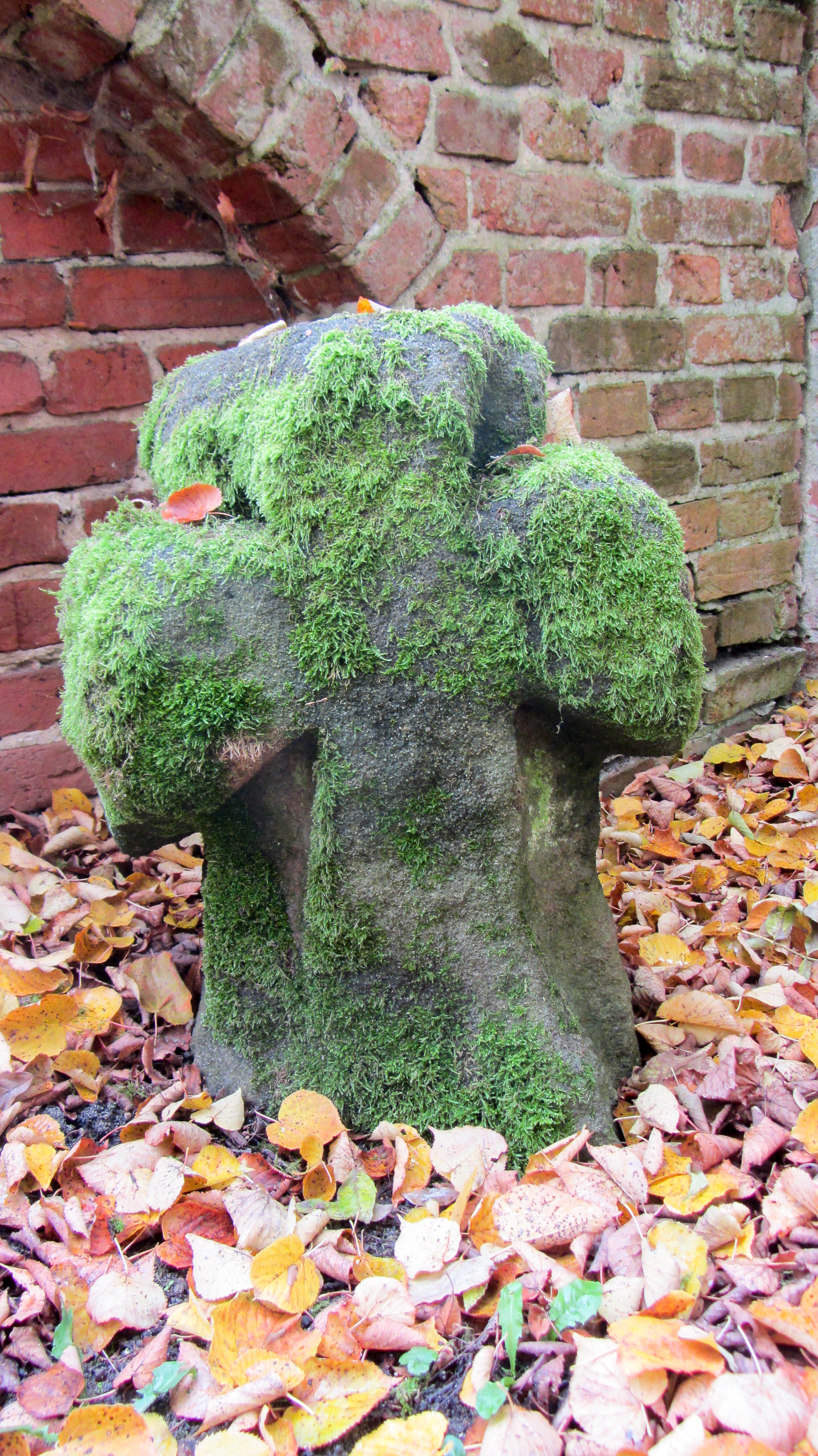
Steinkreuz I auf dem Kirchhof in Berge

- Die evangelische Dorfkirche St. Nikolaus ist ein vierteiliger Backsteinbau[20] aus dem 12. Jahrhundert. Eine dendrochronologische Untersuchung des Eichen-Dachwerkes des Kirchenschiffes lieferte das Fälljahr 1221.[21]
- Der Ortsfriedhof ist auf dem Kirchhof. Dort stehen zwei Steinkreuze aus Mittelalter und Neuzeit.[22]
- Der Distanzstein an der Kreuzung nach Behrendorf steht unter Denkmalschutz.
- In Berge steht auf dem Friedhof ein Denkmal für die Gefallenen des Ersten Weltkrieges, ein aus Feldsteinen gemauerter Sockel mit aufgesetztem Findling, gekrönt von einem Adler.[23]

## Wirtschaft
Die Bäckerei Obara ist seit 1924 in Familienbesitz. Sie führt ein Cafe mit Gartenbetrieb, das bei den Radler auf dem Elberadweg beliebt ist und von örtlichen Vereinen genutzt wird. Mit einem Verkaufsauto versorgt die Bäckerei die umliegenden Dörfer morgens mit Brot und Brötchen. Zur Bäckerei gehörte eine Windmühle, die 1943 vom Sturm zerstört und deren Mühlberg später abgetragen wurde.

## Sage aus Berge – „Die beiden Steinkreuze auf dem Kirchhofe zu Berge“

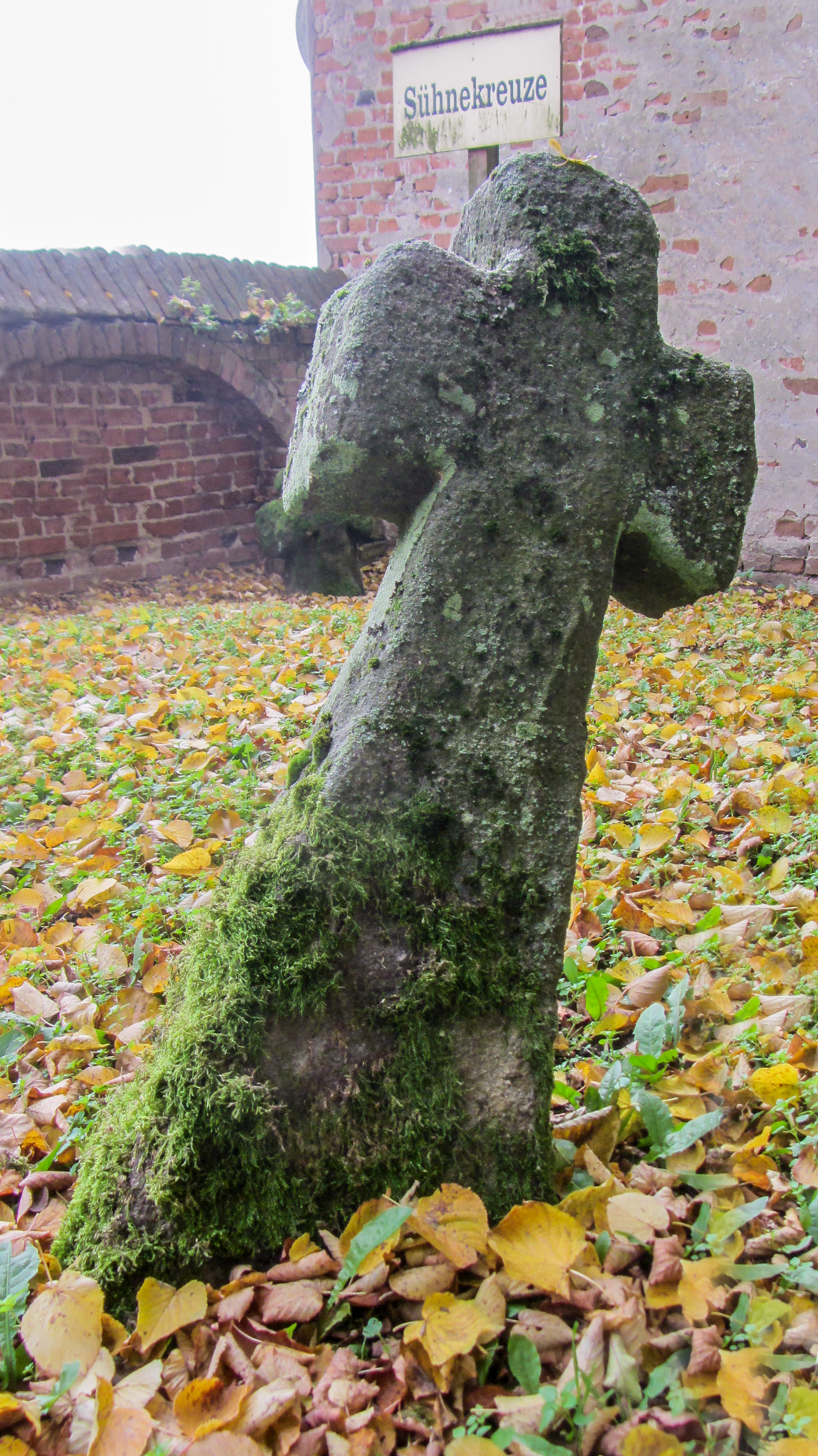
Steinkreuz II auf dem Kirchhof in Berge

Pastor Erich Hübener aus Berge übermittelte die Sage an Alfred Pohlmann, der sie 1901 veröffentlichte.
Ein Ritter hatte einst den Schulzenhof in Berge als Lehen vergeben. Nun hätte er gern den Hof wieder in eigenem Besitz gehabt. Allerdings erbte sich der Hof in männlicher Linie fort. Der Schulze hatte zwei Söhne. Der Ritter säte zwischen ihnen Zwietracht und brachte sie dazu, sich zu duellieren unter dem Versprechen, er gäbe ihnen zwei Pistolen und nur eine davon sei geladen. Es waren aber beide geladen und die Brüder brachten sich so gegenseitig um. Wenige Monate fand man den Schulzen in seinem Zimmer erschossen. Der Ritter zog das Lehen ein. „Wo die Jünglinge bei dem Zweikampf gestanden, hat man zwei Steinkreuze errichtet. Dieselben durften nicht in dieselbe Richtung haben, wie die Grabmähler der ehrlich Begrabenen, sie stehen darum schief von Nordosten nach Südwesten bis auf diesen Tag. In stürmischer Nacht geht jeder scheu vorüber an dieser Stelle. Man weiß wohl, welchen Grund das Knacken und Stöhnen hat, welches von jener Stelle hertönt.“
In einer älteren Überlieferung der Sage durch Heinrich Christoph Steinhart im Jahre 1802 ist der Name des Ritters mit Christoph von Kannenberg angegeben.